# Top Volley 2012-2013
Questa voce raccoglie le informazioni riguardanti la Top Volley nelle competizioni ufficiali della stagione 2012-2013.

## Stagione
La stagione 2012-13 è per la Top Volley di Latina, l'undicesima partecipazione al campionato di Serie A1, la quarta consecutiva e sponsorizzata dall'Andreoli; la fase di mercato non prevede stravolgimenti nella rosa rispetto all'annata precedente: tra le principali cessioni quella di Enrico Cester e Daniele De Pandis, mentre arrivano Jeroen Rauwerdink e Sergio Noda a rinforzare l'attacco, Stefano Patriarca e Pieter Verhees al centro e Salvatore Rossini come libero; in panchina siede Silvano Prandi. Il campionato si inizia con quattro vittorie consecutive che proiettano la squadra nelle zone alte della classifica: la prima sconfitta è contro l'Associazione Sportiva Volley Lube, campione d'Italia, alla quinta giornata, seguita dal secondo stop consecutivo contro la Trentino Volley di Trento. L'ultima fase del girone d'andata, dopo due vittorie, si conclude con tre sconfitte di seguito, permettendo alla squadra di classificarsi al settimo posto, qualificandosi per la Coppa Italia. Il girone di ritorno è alquanto equilibrato tra numero di vittorie e di sconfitte: tra queste spicca il successo contro il club di Macerata al tie-break e l'inatteso stop per 3-1 contro il fanalino di coda GSR Costa Ravenna: per la squadra pontina la regular season si chiude con il settimo posto in classifica, accedendo quindi ai play-off scudetto. Negli ottavi di finale la Top Volley supera in tre gare l'Altotevere Volley di San Giustino, mentre nei quarti, partendo, come da regolamento, con una sconfitta all'attivo, riesce a pareggiare i conti della serie in gara 1, battendo 3-2 la Lube Macerata, perdonando poi però le due partite successiva per 3-0 e quindi eliminata.
Il settimo posto in classifica generale al termine del girone d'andata, permette alla Top Volley di qualificarsi per la Coppa Italia: nei quarti di finale incontra la seconda classificata, ossia la Lube Macerata, venendo sconfitta per 3-0 e quindi eliminata.
Il nono posto nel campionato 2011-12 e la conseguente eliminazione dai play-off scudetto solo in semifinale, ha permesso al club laziale di qualificarsi per la prima volta nella sua storia ad una competizione europea, ossia la Coppa CEV 2012-13: dopo aver eliminato nei sedicesimi di finale il CSKA Sofia, viene sconfitta a sorpresa dai finlandesi del Vammalan Lentopallo nella gara d'andata degli ottavi di finale, riuscendo poi a ribaltare il risultato nella gara di ritorno e passando il turno grazie alla vittoria del Golden Set. Dopo aver superato nei quarti di finale il SK Posojilnica Aich/Dob, sia in Challenge Round sia in semifinale, è nuovamente grazie al Golden Set che accede alla fase successiva, a discapito del TSV Unterhaching e del Maliye Milli Piyango: la finale è contro i turchi dell'Halkbank Ankara, ma le sconfitte sia nella gara di andata sia in quella di ritorno, negano alla Top Volley la vittoria del torneo.

## Organigramma societario
Area direttiva
- Presidente: Gianrio Falivene
- Vicepresidente: Paolo Andreoli
- Amministratore unico: Bruno Monteferri
- Segreteria generale: Carlo Buzzanca
- Amministrazione: Valentina Amore, Erica Tibaldi

Area organizzativa
- Team manager: Bartolomeo Cappa
- Direttore sportivo: Candido Grande
- Dirigente: Michael Di Capua
- Addetto agli arbitri: Mauro Petrolini
- Consulente legale: Massimiliano Serrao

Area tecnica
- Allenatore: Silvano Prandi
- Allenatore in seconda: Dario Simoni
- Scout man: Danilo Contrario
- Responsabile settore giovanile: Maurizio Picariello

Area comunicazione
- Ufficio stampa: Alessandro Antonelli
- Area comunicazione: Roberto Gargano
- Webmaster: Francesco Guratti

Area marketing
- Ufficio marketing: Anna Luogo, Fabrizio Porcari, Andrea Zago
- Logistica: Michael Di Capua
- Biglietteria: Marina Cacciapuoti, Patrizia Cacciapuoti

Area sanitaria
- Medico: Amedeo Verri
- Staff medico: Massimiliano D'Erme
- Preparatore atletico: Dario Simoni
- Fisioterapista: Vincenzo Annarumma
- Ortopedico: Gianluca Martini
- Cardiologo: Damiano Coletta
- Osteopata: Giacinta Milita
- Podologo: Alessandro Russo

## Rosa
| N° | Nome                | Ruolo | Data di nascita   | Nazionalità sportiva |
| -- | ------------------- | ----- | ----------------- | -------------------- |
| 2  | Jeroen Rauwerdink   | S     | 13 settembre 1985 | Paesi Bassi          |
| 3  | Salvatore Rossini   | L     | 13 luglio 1986    | Italia               |
| 4  | Carmelo Gitto       | C     | 3 luglio 1987     | Italia               |
| 5  | Daniele Sottile     | P     | 17 agosto 1979    | Italia               |
| 7  | Jakub Jarosz        | S/O   | 10 febbraio 1987  | Polonia              |
| 8  | Stefano Patriarca   | C     | 23 luglio 1987    | Italia               |
| 9  | Pieter Verhees      | C     | 8 dicembre 1989   | Belgio               |
| 10 | Massimiliano Prandi | L     | 21 luglio 1989    | Italia               |
| 11 | Murphy Troy         | S/O   | 31 maggio 1989    | Stati Uniti          |
| 12 | Sergio Noda         | S     | 23 marzo 1987     | Spagna               |
| 15 | Alberto Cisolla     | S     | 10 ottobre 1977   | Italia               |
| 16 | Andreas Fragkos     | S     | 21 dicembre 1989  | Grecia               |
| 17 | Michel Guemart      | P     | 18 marzo 1983     | Italia               |

## Mercato
| Acquisti | Acquisti            | Acquisti          | Acquisti   |
| R.       | Nome                | da                | Modalità   |
| -------- | ------------------- | ----------------- | ---------- |
| S        | Alberto Cisolla     | M. Roma           | definitivo |
| S        | Sergio Noda         | Città di Castello | definitivo |
| C        | Stefano Patriarca   | BluVolley Verona  | definitivo |
| L        | Massimiliano Prandi | Club Italia       | definitivo |
| S        | Jeroen Rauwerdink   | Altotevere        | definitivo |
| L        | Salvatore Rossini   | Gabeca            | definitivo |
| C        | Pieter Verhees      | Maaseik           | definitivo |

| Cessioni | Cessioni          | Cessioni        | Cessioni   |
| R.       | Nome              | a               | Modalità   |
| -------- | ----------------- | --------------- | ---------- |
| C        | Enrico Cester     | New Mater       | definitivo |
| S        | Alberto Cisolla   | -               | svincolato |
| L        | Daniele De Pandis | Piemonte        | definitivo |
| S/O      | Andrij Djačkov    | Tricolore       | definitivo |
| S        | Jordan Gălăbinov  | Cosenza         | definitivo |
| C        | Sōtīrīs Pantaleōn | Pamvochaïkos    | definitivo |
| S        | José Rivera       | Friedrichshafen | definitivo |
| L        | Daniele Tailli    | Olbia           | prestito   |

## Risultati

### Serie A1

#### Girone di andata
| 1ª giornata - 7 ottobre 2012 PalaBianchini, Latina          | Top Volley Latina  | 3 - 0 | Sir Safety Perugia | 25-17, 25-18, 25-23               |
| 2ª giornata - 14 novembre 2012 PalaOlimpia, Verona          | BluVolley Verona   | 2 - 3 | Top Volley Latina  | 21-25, 25-22, 26-28, 26-24, 11-15 |
| 3ª giornata - 21 ottobre 2012 PalaKemon, San Giustino       | Altotevere         | 2 - 3 | Top Volley Latina  | 23-25, 17-25, 25-17, 25-22, 12-15 |
| 4ª giornata - 28 ottobre 2012 PalaBianchini, Latina         | Top Volley Latina  | 3 - 0 | Piemonte           | 25-19, 25-22, 25-20               |
| 5ª giornata - 4 novembre 2012 PalaFontescodella, Macerata   | Lube               | 3 - 1 | Top Volley Latina  | 25-15, 25-17, 23-25, 25-18        |
| 6ª giornata - 10 novembre 2012 PalaBianchini, Latina        | Top Volley Latina  | 0 - 3 | Trentino           | 14-25, 22-25, 22-25               |
| 7ª giornata - 18 novembre 2012 PalaGalassi, Forlì           | Robur Angelo Costa | 1 - 3 | Top Volley Latina  | 22-25, 25-21, 20-25, 17-25        |
| 8ª giornata - 25 novembre 2012 PalaBianchini, Latina        | Top Volley Latina  | 3 - 0 | Callipo            | 25-23, 26-24, 24-26               |
| 9ª giornata - 2 dicembre 2012 PalaGrotte, Castellana Grotte | New Mater          | 3 - 2 | Top Volley Latina  | 26-24, 25-23, 22-25, 20-25, 15-8  |
| 10ª giornata - 9 dicembre 2012 PalaBianchini, Latina        | Top Volley Latina  | 0 - 3 | Piacenza           | 23-25, 21-25, 16-25               |
| 11ª giornata - 16 dicembre 2012 PalaPanini, Modena          | Modena             | 3 - 1 | Top Volley Latina  | 25-22, 20-25, 26-24, 25-18        |

#### Girone di ritorno
| 12ª giornata - 22 dicembre 2012 PalaEvangelisti, Perugia    | Sir Safety Perugia | 3 - 1 | Top Volley Latina  | 15-25, 25-19, 27-25, 25-23        |
| 13ª giornata - 6 gennaio 2013 PalaBianchini, Latina         | Top Volley Latina  | 3 - 1 | BluVolley Verona   | 22-25, 25-16, 25-18, 25-22        |
| 14ª giornata - 13 gennaio 2013 PalaBianchini, Latina        | Top Volley Latina  | 3 - 0 | Altotevere         | 32-30, 25-23, 25-23               |
| 15ª giornata - 20 gennaio 2013 PalaBreBanca, Cuneo          | Piemonte           | 3 - 0 | Top Volley Latina  | 25-23, 25-21, 40-38               |
| 16ª giornata - 26 gennaio 2013 PalaBianchini, Latina        | Top Volley Latina  | 3 - 2 | Lube               | 25-23, 22-25, 25-16, 20-25, 15-13 |
| 17ª giornata - 3 febbraio 2013 PalaTrento, Trento           | Trentino           | 3 - 0 | Top Volley Latina  | 25-20, 25-15, 25-19               |
| 18ª giornata - 10 febbraio 2013 PalaBianchini, Latina       | Top Volley Latina  | 1 - 3 | Robur Angelo Costa | 22-25, 24-26, 25-23, 22-25        |
| 19ª giornata - 16 febbraio 2013 PalaValentia, Vibo Valentia | Callipo            | 1 - 3 | Top Volley Latina  | 21-25, 25-17, 21-25, 19-25        |
| 20ª giornata - 24 febbraio 2013 PalaBianchini, Latina       | Top Volley Latina  | 0 - 3 | New Mater          | 28-30, 26-28, 22-25               |
| 21ª giornata - 3 marzo 2013 PalaBanca, Piacenza             | Piacenza           | 3 - 1 | Top Volley Latina  | 26-24, 21-25, 25-22, 25-22        |
| 22ª giornata - 10 marzo 2013 PalaBianchini, Latina          | Top Volley Latina  | 3 - 0 | Modena             | 25-19, 25-20, 25-18               |

#### Play-off scudetto
| Ottavi di finale (gara 1) - 13 marzo 2013 PalaBianchini, Latina       | Top Volley Latina | 3 - 0 | Altotevere        | 25-15, 25-21, 25-20               |
| Ottavi di finale (gara 2) - 17 marzo 2013 PalaKemon, San Giustino     | Altotevere        | 3 - 2 | Top Volley Latina | 27-15, 25-23, 16-25, 20-25, 16-14 |
| Ottavi di finale (gara 3) - 24 marzo 2013 PalaBianchini, Latina       | Top Volley Latina | 3 - 2 | Altotevere        | 25-17, 23-25, 24-26, 25-16, 17-15 |
| Quarti di finale (gara 2) - 27 marzo 2013 PalaBianchini, Latina       | Top Volley Latina | 3 - 2 | Lube              | 20-25, 27-25, 25-20, 19-25, 15-12 |
| Quarti di finale (gara 3) - 31 marzo 2013 PalaFontescodella, Macerata | Lube              | 3 - 0 | Top Volley Latina | 25-23, 25-23, 26-24               |
| Quarti di finale (gara 4) - 3 aprile 2013 PalaBianchini, Latina       | Top Volley Latina | 0 - 3 | Lube              | 19-25, 17-25, 23-25               |

### Coppa Italia

#### Fase a eliminazione diretta
| Quarti di finale - 26 dicembre 2012 PalaFontescodella, Macerata | Lube | 3 - 0 | Top Volley Latina | 25-18, 25-20, 25-23 |

### Coppa CEV

#### Fase a eliminazione diretta
| Sedicesimi di finale (andata) - 24 ottobre 2012 Hristo Botev, Sofia             | CSKA Sofia           | 0 - 3 | Top Volley Latina    | 17-25, 14-25, 21-25                   |
| Sedicesimi di finale (ritorno) - 1º novembre 2012 PalaBianchini, Latina         | Top Volley Latina    | 3 - 1 | CSKA Sofia           | 25-16, 25-15, 23-25, 25-21            |
| Ottavi di finale (andata) - 14 novembre 2012 Vexve Areena, Sastamala            | Vammalan             | 3 - 1 | Top Volley Latina    | 26-24, 25-19, 23-25, 25-20            |
| Ottavi di finale (ritorno) - 21 novembre 2012 PalaBianchini, Latina             | Top Volley Latina    | 3 - 0 | Vammalan             | 25-17, 26-24, 25-15 Golden Set: 15-11 |
| Quarti di finale (andata) - 6 dicembre 2012 PalaBianchini, Latina               | Top Volley Latina    | 3 - 1 | Aich/Dob             | 25-20, 25-27, 25-19, 25-19            |
| Quarti di finale (ritorno) - 12 dicembre 2012 Jufa Arena, Bleiburg              | Aich/Dob             | 1 - 3 | Top Volley Latina    | 25-23, 20-25, 20-25, 13-25            |
| Challenge Round (andata) - 16 gennaio 2013 Sportzentrum am Utzweg, Unterhaching | Unterhaching         | 0 - 3 | Top Volley Latina    | 23-25, 18-25, 24-26                   |
| Challenge Round (ritorno) - 24 gennaio 2013 PalaBianchini, Latina               | Top Volley Latina    | 0 - 3 | Unterhaching         | 24-26, 24-26, 21-25 Golden Set: 15-11 |
| Semifinali (andata) - 6 febbraio 2013 TVF Sports Hall, Ankara                   | Maliye Milli Piyango | 3 - 1 | Top Volley Latina    | 25-19, 25-22, 21-25, 25-18            |
| Semifinali (ritorno) - 13 febbraio 2013 PalaBianchini, Latina                   | Top Volley Latina    | 3 - 0 | Maliye Milli Piyango | 25-17, 25-13, 25-20 Golden Set: 15-11 |
| Finale (andata) - 27 febbraio 2013 PalaBianchini, Latina                        | Top Volley Latina    | 1 - 3 | Halkbank             | 22-25, 26-24, 21-25, 21-25            |
| Finale (ritorno) - 3 marzo 2013 TVF Sports Hall, Ankara                         | Halkbank             | 3 - 2 | Top Volley Latina    | 21-25, 26:24, 25-17, 22-25, 15-11     |

## Statistiche

### Statistiche di squadra
| Competizione | Punti | In casa | In casa | In casa | In trasferta | In trasferta | In trasferta | Totale | Totale | Totale |
| Competizione | Punti | G       | V       | P       | G            | V            | P            | G      | V      | P      |
| ------------ | ----- | ------- | ------- | ------- | ------------ | ------------ | ------------ | ------ | ------ | ------ |
| Serie A1     | 31    | 15      | 10      | 5       | 13           | 4            | 9            | 28     | 14     | 14     |
| Coppa Italia | -     | -       | -       | -       | 1            | 0            | 1            | 1      | 0      | 1      |
| Coppa CEV    | -     | 6       | 4       | 2       | 6            | 3            | 3            | 12     | 7      | 5      |
| Totale       | -     | 21      | 14      | 7       | 20           | 7            | 13           | 41     | 21     | 20     |

G = partite giocate; V = partite vinte; P = partite perse

### Statistiche dei giocatori
| Giocatore     | Serie A1 | Serie A1 | Serie A1 | Serie A1 | Serie A1 | Coppa Italia | Coppa Italia | Coppa Italia | Coppa Italia | Coppa Italia | Coppa CEV | Coppa CEV | Coppa CEV | Coppa CEV | Coppa CEV | Totale | Totale | Totale | Totale | Totale |
| Giocatore     | P        | PT       | AV       | MV       | BV       | P            | PT           | AV           | MV           | BV           | P         | PT        | AV        | MV        | BV        | P      | PT     | AV     | MV     | BV     |
| ------------- | -------- | -------- | -------- | -------- | -------- | ------------ | ------------ | ------------ | ------------ | ------------ | --------- | --------- | --------- | --------- | --------- | ------ | ------ | ------ | ------ | ------ |
| A. Cisolla    | 17       | 49       | 34       | 7        | 8        | 1            | 5            | 4            | 0            | 1            | 9         | 12        | 5         | 5         | 2         | 27     | 66     | 43     | 12     | 11     |
| A. Fragkos    | 24       | 83       | 75       | 4        | 4        | 1            | 2            | 2            | 0            | 0            | 10        | 12        | 10        | 1         | 1         | 35     | 97     | 87     | 5      | 5      |
| C. Gitto      | 25       | 159      | 111      | 45       | 3        | 1            | 6            | 6            | 0            | 0            | 11        | 56        | 37        | 19        | 0         | 37     | 221    | 154    | 64     | 3      |
| M. Guemart    | 19       | 9        | 1        | 8        | 0        | 0            | 0            | 0            | 0            | 0            | 9         | 2         | 0         | 2         | 0         | 28     | 11     | 1      | 10     | 11     |
| J. Jarosz     | 25       | 328      | 273      | 22       | 33       | 0            | 0            | 0            | 0            | 0            | 11        | 73        | 60        | 4         | 9         | 36     | 401    | 333    | 26     | 42     |
| S. Noda       | 26       | 165      | 131      | 14       | 20       | 1            | 8            | 8            | 0            | 0            | 11        | 44        | 39        | 4         | 1         | 38     | 217    | 178    | 18     | 21     |
| S. Patriarca  | 20       | 113      | 83       | 24       | 6        | 1            | 3            | 3            | 0            | 0            | 7         | 9         | 6         | 3         | 0         | 28     | 125    | 192    | 27     | 6      |
| M. Prandi     | 8        | -        | -        | -        | -        | 0            | -            | -            | -            | -            | -         | -         | -         | -         | -         | 8      | -      | -      | -      | -      |
| J. Rauwerdink | 28       | 316      | 266      | 29       | 21       | 1            | 1            | 1            | 0            | 0            | 12        | 91        | 79        | 7         | 5         | 41     | 408    | 346    | 36     | 26     |
| S. Rossini    | 28       | -        | -        | -        | -        | 1            | -            | -            | -            | -            | 12        | -         | -         | -         | -         | 41     | -      | -      | -      | -      |
| D. Sottile    | 26       | 60       | 17       | 28       | 15       | 1            | 1            | 0            | 1            | 0            | 12        | 10        | 3         | 3         | 4         | 38     | 71     | 20     | 32     | 19     |
| M. Troy       | 24       | 188      | 160      | 10       | 18       | 1            | 17           | 16           | 0            | 1            | 10        | 39        | 31        | 3         | 5         | 35     | 244    | 207    | 13     | 24     |
| P. Verhees    | 27       | 203      | 137      | 45       | 21       | 1            | 2            | 2            | 0            | 0            | 12        | 70        | 48        | 17        | 5         | 40     | 275    | 187    | 62     | 26     |

P = presenze; PT = punti totali; AV = attacchi vincenti; MV = muri vincenti; BV = battute vincenti